# Lomana LuaLua
Lomana Trésor LuaLua, född 28 december 1980 i Kinshasa, dåvarande Zaire, är en kongolesisk före detta fotbollsspelare. Lomanas bror, Kazenga, är också fotbollsspelare.
Han är känd för sin speciella målgest som består av flera bakåtvolter . De akrobatiska förutsättningarna för målgesten kan förklaras av LuaLuas bakgrund inom, och intresse för, gymnastik.

## Klubbkarriär
LuaLua flyttade 1989 till Storbritannien. Han studerade egentligen scenkonst i Leyton när en scout för Colchester United såg honom spela fotboll för skollaget, och rekommenderade klubben att värva honom. LuaLua fullföljde sina studier och skrev sedan på för Colchester efter sommaren 1998.
Efter två framgångsrika säsonger med Colchester värvades LuaLua av Newcastle United och skrev på ett femårskontrakt. LuaLua briljerade stundtals under sin tid i klubben men konkurrensen om anfallsplatserna var tuff och majoriteten av sina framträdanden för Newcastle gjorde LuaLua som inhoppare. Efter begränsad speltid under början av säsongen 2003/2004 klagade han offentligt över bristen på speltid, något som irriterade tränaren Bobby Robson som i sin tur kallade LuaLua för oprofessionell.
I de senare stadierna av Lomanas karriär varvade han spel i turkiska klubbar med spel i den nordcypriotiska ligan.

## Landslagskarriär
LuaLua spelade som anfallare i det kongolesiska fotbollslandslaget. 2004 blev han utvisad i en avgörande match i de afrikanska mästerskapen i fotboll och blev således syndabock när de åkte ut ur cupen. 2006 avled hans 18 månader gamla son under mästerskapen utan att han fick veta någonting, då den kongolesiska fotbollsledningen beslutade att inte berätta om tragedin förrän laget var klara med cupen .